# Skirt, Hirari
«Skirt, Hirari» (яп. スカート、ひらり Сука:то, хирари, «Взмах юбкой») — второй сингл японской идол-группы AKB48, вышедший в Японии 7 июня 2006 года. Сольные партии были у семи участниц группы.

## Список композиций
| №                   | Название                                  | Автор(ы)                   | Аанжировщик         | Длительность |
| ------------------- | ----------------------------------------- | -------------------------- | ------------------- | ------------ |
| 1.                  | «Skirt, Hirari» (スカート、ひらり)        | Ясуси Акимото, Мио Окада   | Ацуси Умэбори       | 4:02         |
| 2.                  | «Aozora no Soba ni Ite»                   | Ясуси Акимото, Юити Яэгаси | Итинэн Ямадзаки     | 5:08         |
| 3.                  | «Skirt, Hirari (Karaoke Version)»         | Акимото, Окада             | Умэбори             | 4:02         |
| 4.                  | «Aozora no Soba ni Ite (Karaoke Version)» | Акимото, Яэгаси            | Ямадзаки            | 5:08         |
| Общая длительность: | Общая длительность:                       | Общая длительность:        | Общая длительность: | 18:19        |

## Чарты
| Чарт (2006)   | Наивыс. позиция |
| ------------- | --------------- |
| Oricon Weekly | 13              |